# 福島県道59号会津若松三島線
福島県道59号会津若松三島線（ふくしまけんどう59ごう あいづわかまつみしません）は、福島県会津若松市から大沼郡三島町に至る県道（主要地方道）である。

## 概要
会津若松市の国道252号を起点に、会津盆地内は旧軽井沢銀山へ繋がる会津銀山街道の道筋にほぼ一致して西に伸びる。ただ会津美里町根岸駅付近を過ぎるといったん北行し丘陵を迂回するが、やがて会津銀山街道の道筋に戻る。会津美里町仏沢付近から福島県道53号と併用されて郡境をこえる。柳津町軽井沢地区からは、銀山峠を越えて久保田地区、西山温泉への旧道が存在したが現在は通行不能であり、「歩く県道」としての整備が進められている。

### 路線データ
- 起点：会津若松市七日町
- 終点：大沼郡三島町宮下
- 総延長：45.563km
  - 実延長：36.968km
  - 自動車交通不能区間：2.765km[2]

## 歴史
- 1982年4月1日 - 建設省告示第935号が公布され、県道二岐会津若松線、会津高田柳津線の一部、大谷軽井沢線、小林会津宮下停車場線の一部が主要地方道会津若松三島線として指定される。
- 1983年（昭和58年）1月11日 - 福島県によって県道路線に認定される[3]。
- 1993年（平成5年）5月11日 - 建設省から、県道会津若松三島線が会津若松三島線として主要地方道に指定される[4]。

## 路線状況

### 重複区間
- 福島県道328号中沢西若松停車場線（会津若松市御旗町 地内）
- 福島県道152号橋本会津高田線（会津若松市神指町大字南四合字才ノ神 - 同市北会津町蟹川字中反）
- 福島県道53号会津高田柳津線（大沼郡会津美里町赤留字中ノ山 - 河沼郡柳津町軽井沢）
- 福島県道32号柳津昭和線（河沼郡柳津町湯八木沢 - 同郡同町黒沢字五舛蒔）

### バイパス・新道
阿賀川新橋梁工区
- 起点 - 会津若松市神指町高瀬
- 終点 - 会津若松市北会津町蟹川
- 延長 - 2,400m
- 幅員 - 6.5（11.0）m

現道の蟹川橋は老朽化が進み、県道の重用区間で有るにもかかわらず幅員狭小で、特に冬期は慢性的な渋滞が発生していた。この混雑を緩和し、会津中央病院への河沼郡地域からのアクセス向上のために2008年度に市町村合併支援道路整備事業として事業採択された。現道の北側、蟹川橋と会津大橋の間に架橋され、国道118号若松西バイパスを介し国道49号滝沢バイパスへ直線的に接続する計画である。
橋梁本体および旧北会津村側の接続道路は2019年に完成したが、旧会津若松市側の接続道路の用地取得が難航し、当初の開通目標である2021年度においても未取得の用地が残り工事着手に至っていないため、工区全体が未供用となっている。
道路施設
- （仮）阿賀川新橋梁（全長537.0m）

### 道路施設
烏橋
- 全長：40.7m
  - 主径間：19.59m
- 幅員：7.5（9.5）m
- 形式：単純PCプレテンホロー桁橋
- 竣工：1986年1月

会津若松市新横町から御旗町に跨り、一級水系阿賀野川水系湯川新放水路を渡る。湯川の河川改良工事に合わせ1985年度県単独橋梁整備事業で架け替えが行われ、幅員7.3mの旧橋から歩道が整備された新橋となった、市街地での施工であることから、工期短縮のためプレキャスト桁が用いられた。総事業費は1億1640万円。
蟹川橋
銀山橋
- 全長：66.8m
- 幅員：6.0m
- 竣工：1966年[8]

会津若松市北会津町十二所字下川前から会津美里町鶴野辺字鶴沼端甲に跨り、一級水系阿賀野川水系宮川を渡る。橋上は上下対向2車線で供用され、歩道は設置されていない。西詰に会津乗合自動車銀山橋バス停が設置されている。2019年東日本台風による増水で橋脚の沈下が発生し通行不能となり、架設橋脚を用いた被災橋脚の撤去、新設を行い、2021年4月28日に再び供用が開始された。
家向橋
- 全長：43.0m
- 幅員：6.0m
- 竣工：1968年[8]

会津美里町鶴野辺字桧ノ目新田から字中川原乙、字江向乙を経て字沖中田に跨り、一級水系阿賀野川水系赤沢川を渡る。橋上は上下対向2車線で供用され、歩道は設置されていない。
稲荷橋
- 全長：31.9m
- 幅員：8.5m
- 竣工：1979年[9]

会津美里町立石田字稲荷下甲にて一級水系阿賀野川水系佐賀瀬川を渡る。
揚岐橋
- 全長：26.7m
- 幅員：7.0m
- 竣工：1960年[9]

会津美里町佐賀瀬川字塲岐から字下衣崎に至り、一級水系阿賀野川水系佐賀瀬川を渡る。
中江橋
- 全長：25.0m
- 幅員：6.0m[9]
- 竣工：1970年[8]

会津美里町佐賀瀬川字中江下から字上野下に跨り、一級水系阿賀川野水系佐賀瀬川を渡る。橋上は上下対向2車線で供用され、歩道は設置されていない。

### 自動車通行不能区間
- 河沼郡柳津町軽井沢～同町久保田[10]

### 冬期閉鎖区間
- 河沼郡柳津町大字黒沢字五斗蒔 - 大沼郡三島町大字大谷字寺ノ下[10]

## 地理

### 通過する自治体
- 会津若松市
- 大沼郡会津美里町
- 河沼郡柳津町
- 大沼郡三島町

### 交差する道路
- 会津若松市
  - 国道252号（七日町 起点）
  - 福島県道328号中沢西若松停車場線 西若松駅方面（御旗町）
  - 福島県道328号中沢西若松停車場線 町北町中沢方面（御旗町）
  - 国道118号若松西バイパス（神指町大字南四合字鍛治屋敷）
  - 福島県道152号橋本会津高田線 神指町橋本方面（神指町大字南四合字才ノ神）
  - 福島県道152号橋本会津高田線 会津高田方面（北会津町蟹川字中反）
  - 福島県道72号会津坂下会津本郷線（北会津町下荒井字塔ノ下）
- 会津美里町
  - 福島県道22号会津坂下会津高田線（鶴野辺字沖中田）
  - 福島県道365号赤留塔寺線（佐賀瀬川字上狐坂）
  - 福島県道53号会津高田柳津線 会津高田方面（自動車交通不能区間）（赤留字中ノ山） - 佐賀瀬川字下屋敷にて接続する町道が代替路となっている。
- 柳津町
  - 福島県道53号会津高田柳津線 柳津町内方面（軽井沢）
  - 福島県道32号柳津昭和線 柳津町内方面（湯八木沢）
  - 福島県道32号柳津昭和線 昭和村方面（黒沢字五舛蒔）
- 三島町
  - 福島県道153号小林会津宮下停車場線（大谷）
  - 国道252号（宮下 終点）

## 沿線
- 二岐ダム